# Schlüsselproblem (Didaktik)
Als Schlüsselprobleme der Allgemeinen Didaktik hat Wolfgang Klafki wesentlichen Aufgaben und Inhalte der Allgemeinbildung bezeichnet. Dazu zählen Frieden, Umwelt, Leben in der Einen Welt, Technikfolgen, Demokratisierung, Verteilungsgerechtigkeit in der Welt, Gleichberechtigung/Menschenrechte und Glücksfähigkeit. Im Grunde geht es um eine „Theorie des gegenwärtigen Zeitalters und seiner zukünftigen Potenzen“.
Ob die Erziehungswissenschaft diese Theorie, die eigentlich eine schwierige philosophische oder zeithistorische Aufgabe ist, zu formulieren überhaupt in der Lage ist, bleibt offen. Skeptiker halten das Konzept für einen folgenlosen Allgemeinplatz, die Auswahl und Zahl der genannten Probleme kaum für objektiv begründbar, zumal Klafkis Liste durch ihn selbst ständig verändert worden ist, und damit für die mittelfristig angelegten Lehrpläne für wenig hilfreich. Die Probleme sind sehr allgemein und schließen kaum etwas zwingend von der Behandlung aus. Doch alltägliche schulische Inhalte wie Rechtschreibung oder Rechenregeln passen nicht zu den großspurigen Problemen. Die Sichtweisen der Schüler werden gar nicht einbezogen, obwohl es um ihre Zukunft geht.
An den Schlüsselproblemen fokussiert sollen exemplarisch die Bildungsinhalte vermittelt werden. Klafki leitet die Schlüsselprobleme aus epochaltypischen Aufgaben der Menschheit ab, die vorerst nicht so bald gelöst werden können und deshalb auf absehbare Zeit Probleme darstellen, auf die der Bildungsprozess vorzubereiten hat. Die Aufstellung des Katalogs ist ein immer zu erneuernder gesellschaftlicher Prozess, da sich die Schlüsselprobleme im Lauf der Zeiten ändern. Zu den Regeln dieses Prozesses, der viele globale Aspekte und Akteure hat, sagt Klafki nichts.

Zu den ersten Kritikern gehörte der Erziehungswissenschaftler Hermann Giesecke. 
Die sachlichen Schwierigkeiten ergeben sich vor allem daraus, daß das, was ein scheinbar klares „Schlüsselproblem“ zu sein scheint - wie etwa das Problem des Friedens - , in Wahrheit sich als ungemein komplexer und sich ständig verändernder Sachverhalt darstellt, und zwar um so mehr, je präziser die didaktische Analyse wird und je mehr z. B. wegen der Verständnisfähigkeit der Schüler verdichtet und somit eben auch aus der Komplexität gestrichen werden muß. Zudem setzt ein derart strukturierter Unterricht eine besonders hohe fachliche Kompetenz des Lehrers voraus, der ja diese Komplexität selbst erst einmal begriffen haben muß, um sie dann vernünftig didaktisch reduzieren zu können. In der Praxis hat sich schnell gezeigt, daß von diesem Ansatz oft nur moralisierende Vereinfachungen übrig blieben.
Klafkis Konzept der Schlüsselprobleme wird genutzt zur Begründung von fächerübergreifendem Unterricht bzw. Integrationsfächern wie Gesellschaftslehre/Weltkunde, weil die Fächer angeblich die Schlüsselprobleme zu wenig in den Blick nähmen und ihren komplexen Charakter nicht erfassten.

## Einzelbelege
1. ↑  Klafki: Schlüsselprobleme im Unterricht.  Weinheim: Juventa (1995) S. 9–14.

These 6: Zentral ... "ist die Konzentration auf die Auseinandersetzung mit epochaltypischen Schlüsselproblemen ... Dazu gehören u. a. folgende Problemkreise: 1. Die Friedensfrage ..., 2. das Nationalitätsprinzip, 3. das Umweltproblem, 4. die rapide wachsende Weltbevölkerung, 5. die gesellschaftlich produzierte Ungleichheit innerhalb unserer Gesellschaften (näher definiert), 6. das Verhältnis der sogenannten entwickelten Industriegesellschaften zu Entwicklungsländern, 7. Gefahren und Möglichkeiten der neuen technischen Steuerungs-, Informations- und Kommunikationsmedien, 8. menschliche Sexualität und das Verhältnis der Geschlechter zueinander ...
2. ↑  Erste Liste in Klafki, Neue Studien zur Bildungstheorie und Didaktik, Beltz 1985, S. 20f. Dort erschienen noch damals aktuelle Themen wie z. B. Freizeitgesellschaft, traditionelle und alternative Lebensformen, Recht und Grenzen nationaler Identitätsbestimmung.
3. ↑  Karl-Heinz Braun, Frauke Stübig, Heinz Stübig: Erziehungswissenschaftliche Reflexion und pädagogisch-politisches Engagement: Wolfgang Klafki weiterdenken. Springer-Verlag, 2017, ISBN 978-3-658-18595-4 (google.de [abgerufen am 5. Januar 2021]).
4. ↑  Katharina Müller-Roselius, Uwe Hericks: Bildung – Empirischer Zugang und theoretischer Widerstreit. Verlag Barbara Budrich, 2013, ISBN 978-3-8474-0326-5 (google.de [abgerufen am 5. Januar 2021]).
5. ↑  Epochaltypische Schlüsselprobleme (Klafki)
6. ↑  Hermann Giesecke: Was ist ein "Schlüsselproblem"? In: Gesammelte Schriften, 23. 1997, abgerufen am 11. Januar 2021.